# 16 Cygni Bb
16 Cygni Bb es un planeta extrasolar orbitando alrededor de la estrella 16 Cygni, una de las dos masas solares del triple sistema de estrellas del sistema 16 Cygni. Hace una órbita completa cada 799 días y fue el primer júpiter excéntrico en ser descubierto.

## Descubrimiento
En 1996, el descubrimiento de una masa planetaria compañera de la estrella 16 Cygni B fue anunciado con una masa al menos 1,68 veces mayor que la de Júpiter. En ese momento tenía la más alta excentricidad orbital de cualquier planeta extrasolar conocido. El descubrimiento fue realizado gracias a la velocidad radial de la estrella. Al igual que todos los planetas descubiertos utilizando este método, solo puede conocerse el límite inferior de la masa.

## Órbita y masa
A diferencia de los planetas de nuestro sistema solar, la órbita es extremadamente elíptica y su distancia varía de 0.54 UA en su Periastro a 2.8 UA en su Apoastro. Esta alta excentricidad podría ser causado por las mareas en las interacciones con la estrella binaria y la órbita del planeta puede variar caóticamente entre estados de baja y alta excentricidad a lo largo de un período de decenas de millones de años.
El límite inferior de la masa del objeto está muy por debajo de la línea divisoria entre planetas y enanas marrones en 13 masas de Júpiter. Mediciones astrométricas preliminares sugieren que la órbita de Cygni Bb podría estar muy inclinada con respecto a nuestra línea de visión (alrededor de 173°). Esto significaría que la masa del objeto puede ser alrededor de 14 veces la de Júpiter, lo que la hace una pequeña enana marrón.

## Características
Dado que el planeta fue detectado de manera indirecta por medio de mediciones de su estrella principal, las características tales como su radio, composición y temperatura son desconocidas.